# Лі Чжаньшу
Лі Чжаньшу (кит.: 栗战书; англ. Li Zhanshu; народився 30 серпня 1950 року) — китайський політик, нинішній голова Постійного комітету Всенародного з'їзду народних депутатів, спікер Китаю. Він член 3 Постійного комітету Політбюро Комуністичної партії Китаю, вищого органу прийняття рішень Китаю.
Лі розпочав свою політичну кар'єру в сільських районах своєї рідної провінції Хебей, піднявшись на посади секретаря Комуністичної партії Сіаня, губернатора провінції Хейлунцзян та секретаря партії провінції Гуйчжоу. У 2012 році він очолив Генеральний офіс Комуністичної партії Китаю. Після 18 -го з'їзду партії Лі став одним з головних радників генерального секретаря партії Сі Цзіньпіна. ЗМІ розцінюють його як старшого члена Сі Цзіньпінської Кліки (англ. Xi Jinping Clique), однієї з основних політичних фракцій у Комуністичній партії Китаю.

## Сім'я
Лі Цяньсінь (кит.: 栗潜心; англ. Li Qianxin; народилася близько 1982 року) — його дочка, про яку китайськомовні ЗМІ повідомляють, що в даний час працює в Гонконзі, і один із заступників голови Товариства Хуа Цзін (англ. Hua Jing Society), молодіжної організації, що пропагує співпрацю між материковим Китаєм та Гонконгом. Повідомляється, що вона купила таунхаус у Стенлі Біч (англ. Stanley Beach) у Гонконзі за 15 мільйонів доларів на 2013 рік.